# Charles Martinet
Charles Andre Martinet, född 17 september 1955 i San Jose, Kalifornien, är en amerikansk röstskådespelare, känd för att låna sin röst till Mario som är huvudpersonen i Super Mario-serien.
Han gjorde även röster till andra karaktärer som Luigi, Wario, Waluigi och Toadsworth.

## Audition för Mario
Charles Martinet blev tipsad av en vän att det skulle vara audition där man skulle prata med folk som en rörmokare.
Han gick på audition där han frågade om han fick provspela.
Regissören gick med på det, och Charles Martinet blev tillsagd att prata som en italiensk rörmokare ifrån Brooklyn.
Först hade Martinet tänkt prata överdriven italiensk-amerikanska med mörk grov röst, men han tänkte sedan att det kunde låta för hårt för barnen (den grova rösten använde han senare till Wario). Så han gjorde det ljusare och vänligare, och det är rösten som Martinet använde för Mario fram till 2023 då han ersattes av Kevin Afghani.

## Filmografi i urval
- 2005 – The Californians
- 2003 – På spaning i New York (TV-serie), avsnitt Meet the Grandparents (gästroll i TV-serie)
- 2002 – Cityakuten (TV-serie), avsnitt Chaos Theory (gästroll i TV-serie)
- 1998 – Air America (TV-serie), avsnitt Fever (gästroll i TV-serie)
- 1998 – Sheer Passion
- 1997 – A Thousand Men and a Baby (TV-film)
- 1997 – The Game
- 1997 – Death in Granada
- 1996 – Nash Bridges (TV-serie), avsnitt High Impact (gästroll i TV-serie)
- 1995 – Nio månader
- 1995 – Compromising Situations (TV-serie), avsnitt Vegas (gästroll i TV-serie)
- 1995 – Farlig resa
- 1993 – Jojo's Bizarre Adventure
- 1992 – Reasonable Doubts (TV-serie), avsnitt Lifelines: Part 1 (gästroll i TV-serie)
- 1992 – Den siste krigaren (TV-film)
- 1990 – Mom
- 1989 – Matlock (TV-serie) (TV-serie), avsnitt The Captain (gästroll i TV-serie)
- 1989 – En röst i natten (TV-serie), avsnitt Blood Red (gästroll i TV-serie)
- 1988 – Dödsspelet
- 1988 – Hard Traveling
- 1988 – Brotherhood of Justice (TV-året)

## Röster i TV-spel
- The Elder Scrolls: Skyrim (2011).... Paarthurnax
- Super Mario Galaxy 2 (2010) .... Mario, Luigi
- Super Smash Bros. Brawl (2007) .... Mario, Luigi och Wario
- Kane & Lynch: Dead Men (2007) .... Blandade röster
- Mario & Sonic at the Olympic Games (2007) .... Mario, Luigi, Wario, Waluigi
- Mario Kart Wii (2007) ... Mario, Luigi, Wario, Waluigi, Baby Mario, Baby Luigi
- Super Mario Galaxy (2007) .... Mario, Luigi
- Mario Party 8 (2007) .... Mario, Luigi, Wario, Waluigi, MC Ballyhoo
- Mario Strikers Charged Football (2007) .... Mario, Luigi, Wario, Waluigi
- Super Paper Mario (2007) .... Mario, Luigi
- Wario Ware Smooth Moves (2007) .... Wario
- New Super Mario Bros. (2006) .... Mario, Luigi
- Super Princess Peach (2006) .... Mario
- Super Mario Strikers (2005) .... Mario, Luigi, Wario, Waluigi
- Mario & Luigi: Partners in Time (2005) .... Mario, Luigi, Baby Mario, Baby Luigi
- Mario Kart Arcade GP (2005) .... Mario, Luigi, Wario, Waluigi
- Mario Kart DS (2005) .... Mario, Luigi, Wario och Waluigi
- SSX on Tour (2005) .... Mario
- Mario Superstar Baseball (2005) .... Mario, Luigi, Baby Mario, Baby Luigi, Wario, Waluigi, Toadsworth
- Warioware: Twisted! (2005) .... Wario
- Yoshi Touch & Go (2005) .... Baby Mario, Baby Luigi
- Super Mario 64 DS (2004) .... Mario/Luigi/Wario
- Mario Power Tennis (2004)  .... Mario, Luigi, Wario, Waluigi
- Mario Pinball Land (2004) .... Mario
- Paper Mario: The Thousand-Year Door (2004) .... Mario
- Mario vs. Donkey Kong (2004) .... Mario
- Mario Golf: Advance Tour (2004) .... Blandade röster
- Mario & Luigi: Superstar Saga (2003) .... Mario, Luigi
- Mario Party 5 (2003) .... Mario/Luigi/Wario/Waluigi
- Mario Kart: Double Dash!! (2003) .... Mario, Luigi, Wario, Waluigi, Baby Mario, Baby Luigi
- WarioWare, Inc.: Mega Party Game$! (2003) .... Wario
- Gladius (2003) (alla röster)
- Mario Golf: Toadstool Tour (2003) .... Mario, Luigi, Wario, Waluigi
- WarioWare, Inc.: Mega Microgame$! (2003) .... Wario
- Shinobi (Shinobiserien) (2002) .... blandade röster
- Mario Party 4 (2002) .... Mario, Luigi, Wario, Waluigi
- Super Mario Sunshine (2002) .... Mario, Toadsworth
- Star Wars: Jedi Knight II - Jedi Outcast (2002) .... Bespin guard 2/Civilian Male/Imperial Officer 2/Rebel Shock Troop 3
- Jet Set Radio Future (2002) .... Gouji Rokkak
- Wario World (2002) .... Wario
- Super Mario World: Super Mario Advance 2 (2001) .... Mario, Luigi
- Cel Damage (2001) .... blandade röster
- Super Smash Bros. Melee (2001) .... Mario/Luigi/Dr. Mario
- Mad Dash Racing (2001) .... blandade röster
- Luigi's Mansion (2001) .... Luigi\Mario
- Forever Kingdom (2001) .... Darsul
- Super Mario Advance (2001) .... Mario/Luigi/Wart/Clawgrip/Triclyde/Mouser
- Wario Land 4 (2001) .... Wario
- Star Wars: Galactic Battlegrounds (2001) .... 2-1B, AT-AT driver/OOM-9
- Shadow of Destiny (2001) .... Homunculus
- Mario Party 3 (2000) .... Mario, Luigi, Wario, Waluigi
- Skies of Arcadia Legends (2000) .... Vigoro
- Mario Tennis (2000) .... Mario/Luigi/Wario/Waluigi
- Mario Party 2 (1999) .... Mario, Luigi, Wario
- Slave Zero (1999) .... Old One, Sangonar
- Carmen Sandiego's Great Chase Through Time (1999) .... William Shakespeare/Ludwig van Beethoven
- Mario Golf (1999) .... Mario/Luigi/Wario
- Super Smash Bros. (1999) .... Mario/Luigi
- Star Wars: X-Wing Alliance (1999) .... Adm. Holtz
- Rising Zan: The Samurai Gunman (1999) .... Master Suzuki
- Mario Party (1998) .... Mario, Luigi, Wario
- Mario Kart 64 (1996) .... Mario/Luigi/Wario
- Super Mario 64 (1996) .... Mario
- Solar Eclipse (1995) .... Spinner
- Space Quest VI: The Spinal Frontier (1995) .... Pa Conshohocken/Ray Trace/PiTooie